# Premier League Darts 2007
De Holsten Premier League Darts 2007 was de derde editie van de Premier League Darts. Ditmaal waren er acht deelnemers in plaats van de zeven in de edities van 2005 en 2006 die beiden door Phil Taylor werden gewonnen. Door de uitbreiding werd het aantal donderdagse speelavonden vergroot van 10 naar 14 (plus play-offs).
Behalve regerend kampioen Phil Taylor, werden de resterende plaatsen vergeven aan de overige vijf spelers die na de Sky Bet World Grand Prix, eind oktober 2006, bovenaan de PDC-ranking stonden. De op basis van rangschikking gekwalificeerde darters zijn Phil Taylor, Colin Lloyd, Dennis Priestley, Peter Manley, Roland Scholten en Terry Jenkins, waarvan de Taylor, Lloyd, Manley en Scholten vorig jaar ook al speelden in de Holsten Premier League Darts. Tevens deelde het bestuur van de PDC twee wildcards uit aan twee spelers naar keuze.
Na de Sky Bet World Grand Prix (2006) werd de eerste wildcard toebedeeld aan Raymond van Barneveld, de halvefinalist van het voorgaande jaar, die desondanks niet hoog genoeg in het rankingsysteem stond om zich te verzekeren van directe deelname.
Op 16 januari 2007 maakte PDC-voorzitter Barry Hearn bekend dat Adrian Lewis de tweede wildcard voor de Premier League kreeg toebedeeld, en daarmee werd de darter de achtste en laatste deelnemer aan het veertienweekse evenement.

## Locaties en speeldata
De Premier League Darts 2007 startte op 1 februari 2007. De vijftien speellocaties, veertien competitiedagen plus play-offs, werden in oktober 2006 bevestigd. De vaste speelavond voor de Premier League Darts is donderdag.
| datum       | plaats        | hal                              |
| ----------- | ------------- | -------------------------------- |
| 1 februari  | Plymouth      | Plymouth Pavilions               |
| 8 februari  | Wolverhampton | Wolverhampton Civic Hall         |
| 15 februari | Nottingham    | Nottingham Arena                 |
| 22 februari | Newcastle     | Metro Radio Arena                |
| 1 maart     | Sheffield     | Sheffield Arena                  |
| 8 maart     | Aberdeen      | Exhibition and Conference Centre |
| 15 maart    | Blackpool     | Winter Gardens                   |
| 22 maart    | Glasgow       | SECC                             |

| datum              | plaats      | hal                         |
| ------------------ | ----------- | --------------------------- |
| 29 maart           | Reading     | Rivermead Centre            |
| 5 april            | Bournemouth | BIC                         |
| 12 april           | Cardiff     | Cardiff International Arena |
| 19 april           | Blackburn   | King George's Hall          |
| 26 april           | Londen      | Alexandra Palace            |
| 3 mei              | Birmingham  | National Indoor Arena       |
| 28 mei (play-offs) | Brighton    | The Brighton Centre         |

## Deelnemersveld
Op basis van de huidige PDC-ranksysteem en twee vergeven wildcards, ziet het achtkoppige deelnemersveld er voor de Premier League Darts 2007 als volgt uit:
- Colin Lloyd
- Phil Taylor
- Dennis Priestley
- Peter Manley
- Roland Scholten
- Terry Jenkins
- Adrian Lewis (PDC wildcard)
- Raymond van Barneveld (PDC wildcard)

## Competitieverslag

### Eerste speelronde (Plymouth)
- Raymond van Barneveld (97.65) - Adrian Lewis (97.02) 8-5
- Dennis Priestley (92.46) - Terry Jenkins (94.67) 8-5
- Peter Manley (84.68) - Colin Lloyd (86.84) 8-6
- Phil Taylor (94.48) - Roland Scholten (95.51) 7-7
- Hoogste Finish: 157 - Terry Jenkins

### Tweede speelronde (Wolverhampton)
- Colin Lloyd (94.55) - Raymond van Barneveld (95.66) 6-8
- Roland Scholten (96.47) - Terry Jenkins (94.32) 6-8
- Phil Taylor (102.92) - Dennis Priestley (99.40) 7-7
- Peter Manley (80.73) - Adrian Lewis (88.36) 4-8
- Hoogste Finish: 164 - Adrian Lewis

### Derde speelronde (Nottingham)
- Terry Jenkins (92.88) - Phil Taylor (92.35) 6-8
- Raymond van Barneveld (95.15) - Peter Manley (90.44) 7-7
- Adrian Lewis (97.60) - Colin Lloyd (86.84) 8-5
- Dennis Priestley (94.31) - Roland Scholten (91.04) 8-3
- Hoogste Finish: 138 - Peter Manley

### Vierde speelronde (Newcastle upon Tyne)
- Colin Lloyd (98.89) - Roland Scholten (89.84) 8-5
- Adrian Lewis (82.22) - Dennis Priestley (88.28) 1-8
- Peter Manley (85.86) - Phil Taylor (100.67) 2-8
- Terry Jenkins (102.65) - Raymond van Barneveld (107.38) 7-7
- Hoogste Finish: 170 - Raymond van Barneveld

### Vijfde speelronde (Sheffield)
- Adrian Lewis (94.19) - Roland Scholten (94.25) 6-8
- Dennis Priestley (91.33) - Colin Lloyd (93.11) 8-5
- Terry Jenkins (93.00) - Peter Manley (88.88) 8-5
- Raymond van Barneveld (97.82) - Phil Taylor (102.24) 6-8
- Hoogste Finish: 142 - Adrian Lewis

### Zesde speelronde (Aberdeen)
- Dennis Priestley (98.76) - Peter Manley (92.70) 6-8
- Phil Taylor (105.54) - Adrian Lewis (94.71) 8-2
- Roland Scholten (94.95) - Raymond van Barneveld (104.13) 1-8
- Colin Lloyd (101.7) - Terry Jenkins (100.98) 6-8
- Hoogste Finish: 141 - Terry Jenkins

### Zevende speelronde (Blackpool)
- Adrian Lewis (87.76) - Terry Jenkins (98.67) 1-8
- Roland Scholten (97.17) - Peter Manley (88.44) 8-2
- Raymond van Barneveld (86.28) - Dennis Priestley (81.33) 4-8
- Phil Taylor (101.26) - Colin Lloyd (93.07) 8-1
- Hoogste Finish: 170 - Phil Taylor

### Achtste speelronde (Glasgow)
- Terry Jenkins (89.28) - Dennis Priestley (92.79) 7-7
- Adrian Lewis (89.24) - Raymond van Barneveld (98.59) 3-8
- Colin Lloyd (91.72) - Peter Manley (88.06) 8-2
- Roland Scholten (99.09) - Phil Taylor (99.42) 7-7
- Hoogste Finish: 156 - Raymond van Barneveld

### Negende speelronde (Reading)
- Raymond van Barneveld (91.10) - Colin Lloyd (92.73) 6-8
- Terry Jenkins (95.46) - Roland Scholten (95.97) 8-6
- Dennis Priestley (93.96) - Phil Taylor (102.17) 2-8
- Adrian Lewis (82.46) - Peter Manley (84.41) 4-8
- Hoogste Finish: 121 - Phil Taylor

### Tiende speelronde (Bournemouth)
- Peter Manley (86.31) - Raymond van Barneveld (86.65) 7-7
- Colin Lloyd (93.61) - Adrian Lewis (100.08) 5-8
- Roland Scholten (95.97) - Dennis Priestley (99.50) 7-7
- Phil Taylor (107.27) - Terry Jenkins (91.44) 8-1
- Hoogste Finish: 164 - Adrian Lewis

### Elfde speelronde (Cardiff)
- Roland Scholten (99.28) - Colin Lloyd (103.18) 5-8
- Dennis Priestley (95.61) - Adrian Lewis (101.67) 6-8
- Phil Taylor (99.23) - Peter Manley (96.73) 8-1
- Raymond van Barneveld (92.53) - Terry Jenkins (93.00) 8-5
- Hoogste Finish: 121 - Roland Scholten

### Twaalfde speelronde (Blackburn)
- Terry Jenkins (89.96) - Adrian Lewis (92.21) 8-5
- Peter Manley (91.93) - Roland Scholten (93.68) 4-8
- Dennis Priestley (99.51) - Raymond van Barneveld (104.32) 4-8
- Colin Lloyd (95.12) - Phil Taylor (104.42) 3-8
- Hoogste Finish: 126 - Phil Taylor

### Dertiende speelronde (Londen)
- Peter Manley (94.09) - Dennis Priestley (84.47) 8-3
- Terry Jenkins (87.36) - Colin Lloyd (96.97) 0-8
- Raymond van Barneveld (89.16) - Roland Scholten (91.54) 8-5
- Adrian Lewis (94.23) - Phil Taylor (101.45) 2-8
- Hoogste Finish: 120 - Roland Scholten

### Veertiende speelronde (Birmingham)
- Roland Scholten (94.79) - Adrian Lewis (102.67) 4-8
- Colin Lloyd (89.72) - Dennis Priestley (90.95) 8-6
- Peter Manley (84.42) - Terry Jenkins (88.43) 7-7
- Phil Taylor (104.73) - Raymond van Barneveld (98.18) 8-5
- Hoogste Finish: 120 - Peter Manley

## Eindstand
| Pos | Naam                  | Nation. | Wed | Win | Gel | Ver | +/− | LWAT | Pnt |
| --- | --------------------- | ------- | --- | --- | --- | --- | --- | ---- | --- |
| 1   | Phil Taylor           | ENG     | 14  | 11  | 3   | 0   | +57 | 43   | 25  |
| 2   | Raymond van Barneveld | NED     | 14  | 7   | 3   | 4   | +16 | 32   | 17  |
| 3   | Terry Jenkins         | ENG     | 14  | 6   | 3   | 5   | −4  | 26   | 15  |
| 4   | Dennis Priestley      | ENG     | 14  | 5   | 3   | 6   | +1  | 34   | 13  |
| 5   | Colin Lloyd           | ENG     | 14  | 6   | 0   | 8   | −2  | 33   | 12  |
| 6   | Peter Manley          | ENG     | 14  | 4   | 3   | 7   | −23 | 26   | 11  |
| 7   | Adrian Lewis          | ENG     | 14  | 5   | 0   | 9   | −27 | 24   | 10  |
| 8   | Roland Scholten       | NED     | 14  | 3   | 3   | 8   | −18 | 27   | 9   |

## Play-offs
|              | Naam                  | Nation. |   | Naam             | Nation. | Uitslag |
| ------------ | --------------------- | ------- | - | ---------------- | ------- | ------- |
| Halve Finale | Raymond van Barneveld | NED     | - | Terry Jenkins    | ENG     | 10 - 11 |
| Halve Finale | Phil Taylor           | ENG     | - | Dennis Priestley | ENG     | 11 - 6  |
| Finale       | Phil Taylor           | ENG     | - | Terry Jenkins    | ENG     | 16 - 6  |

## Prijzengeld
- £235.000
  - Winnaar £75,000
  - Runner-Up £40,000
  - Halvefinalisten £30,000 (ieder)
  - Vijfde plaats £22,500
  - Zesde plaats £20,000
  - Zevende plaats £17,500
  - Achtste plaats £15,000
  - Hoogste Checkout £1,000 op elke speelavond plus play-offs

Ter vergelijking met de Holsten Premier League Darts 2006 is het totale prijzengeld gestegen met nagenoeg £100,000.
2005 ·
2006 ·
2007 ·
2008 ·
2009 ·
2010 ·
2011 ·
2012 ·
2013 ·
2014 ·
2015 ·
2016 ·
2017 ·
2018 ·
2019 ·
2020 ·
2021 ·
2022 ·
2023 ·
2024 ·
2025